# Lance Jeter
Lance Jeter (Beaver Falls, 18 juli 1988) is een Amerikaans basketballer.

## Carrière
Jeter speelde basketball aan de Universiteit van Nebraska en speelde vervolgens bij Aris Leeuwarden, waar hij de onbetwiste sterspeler van het team was. Hij scoorde in het seizoen 2011/12 16.9 punten per wedstrijd. Daarna speelde hij een seizoen in Duitsland bij ratiopharm ulm. Ook speelde hij in de Eurocup, de tweede hoogste Europese competitie.
In het seizoen 2013-14 speelde Jeter in Polen voor Trefl Sopot, waarmee hij derde in de Poolse PLK werd. 
In het seizoen 2014-15 speelde Jeter voor Donar en werd hij verkozen tot MVP van Nederland. 
Voor het seizoen 2015-16 tekende Jeter een contract bij het Duitse Mitteldeutscher BC. In januari 2016 werd zijn contract hier ontbonden, en keerde hij terug naar Donar. Hiermee werd hij vervolgens kampioen en Jeter zelf werd bekroond tot MVP van de Play-offs. Ook werd hij dat seizoen verkozen voor het DBL All-Star Team en ook mocht hij (overigens vlak na zijn terugkeer in Groningen) starten op het All-Star Gala.

## Erelijst
- Nederlands kampioen (2): 2016, 2017
- NBB-Beker (2): 2015, 2017
- Supercup (1): 2016

Individuele prijzen:
- DBL Play-offs MVP (1): 2016
- DBL MVP (2): 2015, 2017
- DBL All-Star Team (3): 2015, 2016, 2017
- DBL All-Star (4): 2012, 2015, 2016, 2017
- Lijstaanvoerder assists (2) 2015, 2017
- Lijstaanvoerder driepunters (1) 2017

## Statistieken
| Jaar                          | Team      | GS | MPW  | 2P%  | 3P%  | VW%  | RPW | APW | SPW | BPW | PPW  |
| ----------------------------- | --------- | -- | ---- | ---- | ---- | ---- | --- | --- | --- | --- | ---- |
| 2014–15                       | Groningen | 25 | 30.5 | .615 | .411 | .813 | 4.2 | 5.0 | 2.2 | 0.3 | 15.8 |
| 2015–16                       | Groningen | 14 | 31.8 | .662 | .377 | .912 | 4.4 | 5.9 | 1.1 | 0.1 | 15.5 |
| 2016–17                       | Groningen | 28 | 28.4 | .539 | .426 | .719 | 3.2 | 6.2 | 1.7 | 0.1 | 13.0 |
| Laatste update: 21 april 2015 |           |    |      |      |      |      |     |     |     |     |      |

|  | Lijstaanvoerder competitie |